# Цероваць (Грачаць)
Цероваць (хорв. Cerovac) — населений пункт у Хорватії, в Задарській жупанії у складі громади Грачаць.

## Населення
Населення за даними перепису 2011 року становило 3 осіб.
Динаміка чисельності населення поселення:

## Клімат
Середня річна температура становить 8,84 °C, середня максимальна – 22,91 °C, а середня мінімальна – -6,80 °C. Середня річна кількість опадів – 1118 мм.
| Клімат поселення                              | Клімат поселення | Клімат поселення | Клімат поселення | Клімат поселення | Клімат поселення | Клімат поселення | Клімат поселення | Клімат поселення | Клімат поселення | Клімат поселення | Клімат поселення | Клімат поселення | Клімат поселення |
| Показник                                      | Січ.             | Лют.             | Бер.             | Квіт.            | Трав.            | Черв.            | Лип.             | Серп.            | Вер.             | Жовт.            | Лист.            | Груд.            |                  |
| Середній максимум, °C                         | 6,28             | 7,42             | 10,31            | 14,35            | 18,99            | 22,45            | 22,91            | 22,85            | 18,85            | 14,50            | 9,30             | 5,54             |                  |
| Середня температура, °C                       | −0,26            | 0,86             | 3,77             | 7,81             | 12,44            | 15,90            | 18,20            | 18,12            | 14,11            | 9,78             | 4,59             | 0,82             |                  |
| Середній мінімум, °C                          | −6,8             | −5,67            | −2,78            | 1,26             | 5,89             | 9,36             | 13,46            | 13,38            | 9,38             | 5,04             | −0,14            | −3,91            |                  |
| Норма опадів, мм                              | 84               | 84               | 87               | 95               | 82               | 84               | 58               | 71               | 104              | 118              | 138              | 113              |                  |
| Середньомісячна швидкість вітру, м/с          | 2.11             | 2.28             | 2.48             | 2.43             | 2.22             | 1.95             | 1.92             | 1.80             | 1.94             | 2.06             | 2.30             | 2.36             |                  |
| Середньомісячна сонячна радіація, кДж/м²·день | 4983             | 7571             | 11245            | 15753            | 19671            | 21931            | 23838            | 20677            | 15323            | 9940             | 5431             | 4170             |                  |
| --------------------------------------------- | ---------------- | ---------------- | ---------------- | ---------------- | ---------------- | ---------------- | ---------------- | ---------------- | ---------------- | ---------------- | ---------------- | ---------------- | ---------------- |
| Джерело:                                      |                  |                  |                  |                  |                  |                  |                  |                  |                  |                  |                  |                  |                  |